# Jon Inge Kjørum
Jon Inge Kjørum (* 23. Mai 1965 in Hamar) ist ein ehemaliger norwegischer Skispringer.

## Werdegang
Kjørum sprang am 22. März 1986 erstmals im Skisprung-Weltcup und erreichte auf der Normalschanze in Planica bereits in seinem ersten Springen einen überraschenden 13. Platz. Für über ein Jahr sollte dies aber seine einzige Platzierung in den Top 20 sein. Erst am 21. März 1987 sprang er erneut auf vordere Plätze und wurde in Oslo auf dem Holmenkollbakken Neunter. Kurz zuvor hatte er bereits die Norwegischen Meisterschaften in Kongsberg auf der Normalschanze gewinnen können.
Bei der Meisterschaft 1988 konnte er diesen Erfolg auf der Normalschanze nicht wiederholen und kam nur auf den 3. Platz. Jedoch gewann er in Vang das Springen auf der Großschanze. Auf Grund der anhaltend guten Erfolge wurde er ins norwegische Aufgebot für die Olympischen Winterspiele 1988 in Calgary berufen und gewann dort im Teamspringen gemeinsam mit Ole Gunnar Fidjestøl, Ole Christian Eidhammer und Erik Johnsen die Bronzemedaille. Auf der Großschanze wurde er am Ende 15.
Die Saison 1988/89 war die erfolgreichste Saison für Kjørum. So konnte er bei den Norwegischen Meisterschaften in Steinkjer das Springen auf der Großschanze gewinnen und stand am 14. Januar 1989 in Liberec erstmals ganz oben auf dem Podest bei einem Weltcup springen. Zuvor hatte er bereits bei der Vierschanzentournee 1988/89 den 6. Platz in der Gesamtwertung erreichen können. Am 22. Januar 1989 konnte er in Oberhof erneut aufs Podium springen und wurde Dritter. Bei der Nordischen Skiweltmeisterschaft 1989 in Lahti gewann er im Teamspringen gemeinsam mit Magne Johansen, Clas Brede Bråthen und Ole Gunnar Fidjestøl die Silbermedaille. Im Einzelspringen wurde er auf der Normalschanze Fünfter und kam auf der Großschanze auf den 15. Platz. Beim ersten Springen nach der Weltmeisterschaft am 5. März 1989 in Oslo konnte er mit Platz zwei das letzte Mal in seiner Karriere bei einem Weltcup-Springen aufs Podium springen konnte jedoch die Saison so erfolgreich beenden und kam am Ende in der Weltcup-Gesamtwertung auf den 6. Platz.
Bei der Skiflug-Weltmeisterschaft 1990 in Vikersund wurde er am 25. Februar 1990 nur Zwölfter. In den folgenden Jahren konnte er keine nennenswerten Erfolge mehr im Weltcup erzielen. Bei der Nordischen Skiweltmeisterschaft 1991 im Val di Fiemme kam er im Springen von der Normalschanze nur auf einen für ihn enttäuschenden 40. Platz. Zuvor war er auf der Großschanze nur 19. und im Teamspringen nur 4. geworden. Auch bei den nationalen Meisterschaften konnte er in Rognan auf der Großschanze nur einen 3. Rang erzielen und blieb so weit hinter den Erwartungen zurück.
Nachdem er sich in der Weltcup-Saison 1991/92 kaum noch für den 2. Durchgang qualifizieren konnte, beendete er nach der Saison am 15. März 1992 seine aktive Springerkarriere.

## Erfolge

### Weltcupsiege im Einzel
| Nr. | Datum           | Ort     | Typ         |
| --- | --------------- | ------- | ----------- |
| 1.  | 14. Januar 1989 | Liberec | Großschanze |